# 贝尔韦泽
贝尔韦泽（法語：Belvézet，法語發音：[bɛlvezɛ]）是法国加尔省的一个市镇，属于尼姆区。

## 地理
贝尔韦泽（44°5'5"N, 4°21'54"E）面积22.86 平方千米，位于法国奧克西塔尼大區加尔省，该省份为法国南部沿海省份，南端濒地中海，北起顺时针与阿尔代什省、沃克吕兹省、罗讷河口省、埃罗省、阿韦龙省和洛泽尔省接壤。
与贝尔韦泽接壤的市镇（或旧市镇、城区）包括：艾加利耶、拉布吕吉耶尔、蒙塔朗和圣梅迪耶、塞尔维耶和拉博姆、塞讷、瓦莱拉格。

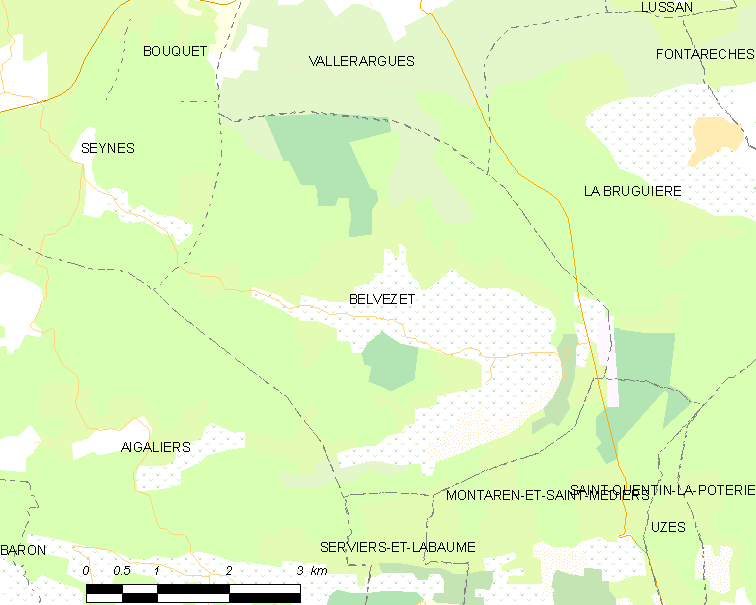
贝尔韦泽的OSM定位图

贝尔韦泽的时区为UTC+01:00、UTC+02:00（夏令时）。

## 行政
贝尔韦泽的邮政编码为30580，INSEE市镇编码为30035。

## 政治
贝尔韦泽所属的省级选区为阿莱斯第二县。

## 人口

1962-2008年间贝尔韦泽人口变化图示

贝尔韦泽于2022年1月1日时的人口数量为235人。